# Lorea Intxausti
Lorea Intxausti Oregi, född den 13 mars 2000, är en spansk skådespelare.
Intxausti har bland annat medverkat i TV-serierna Go!azen och Death Inc.. I den sistnämnda spelade hon karaktären Laia en av seriens huvudpersoner.

## Filmografi (i urval)
- 2019–2024 – Go!azen (TV-serie)
- 2024–2025 – Death Inc. (TV-serie)